# Boy Deul
Boy Deul (ur. 30 sierpnia 1987 w Amsterdamie, Holandia) – holenderski piłkarz, grający na pozycji pomocnika.

## Kariera piłkarska

### Kariera klubowa
Wychowanek amatorskiego klubu z Amsterdamu SV Amstelland United, a potem ze stolicy Curaçao CVV Willemstad. Następnie szkolił się w Akademii FC Volendam, w barwach którego w 2005 rozpoczął karierę piłkarską. 29 czerwca 2008 przeszedł do Willema II Tilburg. 29 lipca 2010 został piłkarzem Bayernu Monachium, ale bronił barw tylko drugiej drużyny. 27 lipca 2012 zasilił skład SC Veendam, jednak w marcu 2013 klub zbankrutował i piłkarze otrzymali status wolnego agenta. W lipcu 2013 dołączył do belgijskiego Royal Antwerp FC, jednak nie rozegrał żadnego meczu i wkrótce opuścił klub. Dopiero 19 lipca 2014 przeniósł się do FC Emmen. 9 lipca 2016 jako wolny agent podpisał kontrakt z ukraińskim klubem Stal Kamieńskie. 10 sierpnia 2017 przeszedł do cypryjskiego Pafos FC.

### Kariera reprezentacyjna
W 2009 kilka razy został powołany do reprezentacji Antyli Holenderskich, ale żadnego razu nie wychodził na boisko.

## Sukcesy i odznaczenia

### Sukcesy piłkarskie
FC Volendam
- mistrz Eerste divisie: 2007/98